# Серебряная пагода
Серебряная пагода (кхмер. វត្តព្រះកែវមរកត) — официальный буддийский храм короля Камбоджи в Пномпене. Находится на южной стороне королевского дворца. Прежде храм был известен как Ват Убозот Ратанарам. Официальное название храма — Преах Вихеар Преах Кео Моракот, но обычно его называют Ват Преах Кео на кхмерском языке. Был построен в 1866 году, в 1962 году расширен. Основной строительный материал — дерево.
В вихаре (монастырь) при храме хранятся многие национальные сокровища, такие как золото и украшенные драгоценными камнями статуи Будды. Наиболее известен небольшой Будда из французского хрусталя Baccarat (стекольная мануфактура Сент-Анн, г. Баккара, Франция), XVII столетия («Изумрудный Будда» Камбоджи), а также золотой Будда Майтрея в натуральную величину, украшенный 9584 бриллиантами, самый большой из которых весит 25 карат. Статуя была создана в дворцовых мастерских по заказу короля Сисовата I в течение 1906 и 1907 года. Золотой Будда весит 90 кг и облачён в королевские регалии. Во время правления короля Нородома Сианука, предшествовавшего режиму красных кхмеров, пол Серебряной пагоды был инкрустирован более чем пятью тысячами серебряных плит (блоков) весом более 6 тонн, и часть её фасада была перестроена с использованием итальянского мрамора. Однако лишь небольшая часть этих плит доступна для просмотра туристами на входе в пагоду. Стены внутри пагоды покрыты фресками, изображающими героев индийского эпоса Рамаяна. Во время посещения пагоды положено снимать обувь и головные уборы.

## Галерея
- Серебряная пагода
- Серебряная пагода в 1904 году
- Ступа короля Нородома Сурамарита
- Внутри вихары
- Декоративная киннара на колонне
- Ступа Кантха Бопха
- Королевский дворец
- Место «Изумрудного Будды»